# Преображенка (Новосибірська область)
Преображенка (рос. Преображенка) — село в Іскітимському районі Новосибірської області Російської Федерації.
Входить до складу муніципального утворення Преображенська сільрада. Населення становить 585 осіб (2010).

## Історія
Згідно із законом від 2 червня 2004 року органом місцевого самоврядування є Преображенська сільрада.

## Населення
| 2002 | 2007 | 2010 |
| ---- | ---- | ---- |
| 691  | ↗745 | ↘585 |